# Porthmadog Football Club
El Porthmadog Football Club (en galés: Clwb Pêl Droed Porthmadog) es un club de fútbol de Gales, con sede en Porthmadog. Fue fundado en 1884 y compite en la Ardal NW League, tercera categoría del fútbol galés.

## Historia
Porthmadog Fútbol Club fue fundado en 1884, lo que las convierte en uno de los clubes más antiguo de Gales. En 1900, el club se unió a la Liga Norte de Gales y el equipo ganó en esta liga 1902/03.
Los años 50, años 60 y 70 fueron décadas de éxito del puerto. El galés Amateur Cup fue ganada en 1955/56 y 1956/57. Después de perder su condición de aficionados, y la firma de Mel Charles, más éxito llegó a la Traeth. En 1966, jugaron en contra de la ciudad de Swansea galés en la Copa y, en la repetición en la veza, Swansea más grande de multitud de la temporada fue atraído - 1941. Luego ganó el galés Liga (Norte), el 5 veces en 9 años. Luego ganó el galés Liga (Norte), el 5 veces en 9 años. 
Tuvieron que esperar hasta Puerto 1989/90 para ganar el próximo campeonato, cuando ganó el Daily Post galés Alianza. Esto fue suficiente para asegurar su lugar como Puerto inaugural miembros de la Alianza País de Gales en la Liga de 1990 y, en 1992, se convirtió en Port inaugural miembros de la Liga de Gales (Konica Liga en el momento). Si bien se había terminado el trabajo, para garantizar que la cancha llegó a la liga de criterios, el equipo luchó para hacer un impacto en el lanzamiento. Pero una tarde aumento de los últimos meses de la temporada, principalmente gracias a la firma del delantero Dave Taylor que compensarse libremente, vio gerente, Meilyr Owen, recoger un gestor de adjudicación del mes, y el equipo terminó en un respetable noveno puesto. Dave pasó, en su segunda temporada, para convertirse en el máximo goleador de la liga, así como de Europa - que gana el Europeo Golden Boot. Durante su hechizo en el club, él anotó 62 metas en 66 juegos.
A pesar de los 70 objetivos compensarse por Dave Taylor y Marc Lloyd-Williams, en la temporada 1993-4, los resultados fueron muy inconsistentes, ya que terminó en 11 ª lugar. Puerto hizo, sin embargo, romper otro récord - la asistencia más grande en la Liga de Gales. Una multitud de 2500 vinieron a ver la ciudad de Bangor empuje para el título de liga. En la noche Bangor ganó por 2-0 y, por tanto, ganó la liga, y el derecho a jugar en Europa. 
La tercera temporada se inició con un nuevo gerente, tras la sorprendente la decisión de saco Meilyr Owen club como mánager. Ex Wales International, Ian Edwards se convirtió en gerente, pero, después de un buen comienzo, el equipo bajó de la cuarta posición y fue enviado de embalaje. Las cosas van de mal en peor después de Mickey Thomas, el ex Manchester United, Wrexham y el País de Gales, se hizo cargo de los jugadores. Su costoso equipo fueron casi relegado. Sólo con la ayuda del asistente de Colin Hawkins hizo el equipo de gestión de escapar a la caída.
La cuarta temporada se inició con otro cambio de gerente, Colin Hawkins de ser promovido a la del administrador de trabajo. En el ámbito de este resultado ser una temporada muy tranquila. Eventos fuera del campo son todo menos tranquila. El club casi doblado debido a los graves problemas financieros, sino que, gracias a la ardua labor de los directores, el club se volvió a lanzar como una sociedad anónima. £ 10000 se planteó a través de la venta de acciones y dinero extra se planteó a través de partidos amistosos, como contra el Blackburn Rovers y un equipo de estrellas de S4C.
En 1996/97, con la situación financiera mucho mejor, el equipo tuvo un brillante comienzo de la temporada. No juego en casa hasta que se perdió el año nuevo y, cuando llegó a Barry Y Traeth, fue segundo con el cuarto, con el único objetivo de la diferencia que separa a los clubes. Uno de Puerto de los jugadores más influyentes en el buen comienzo fue Paul Roberts. Antes de abandonar el club para sumarse a Wrexham £ 10000, que había desempeñado el País de Gales para la Sub-21 y fue el máximo goleador de la liga. Su oportunidad de jugar para el galés jóvenes se produjo después de que había anotado para el Puerto de batir en un partido amistoso [Puerto 1:0 Gales U21].
Después de la salida de Paul, Port de la temporada ha cambiado completamente, ya que terminó en décimo lugar. La temporada, sin embargo, terminar con una nota alta con un triunfo en contra de Caernarfon, en la costa norte de Gales final de la Copa Desafío, tras victorias sobre Colwyn Bay Bangor y en anteriores rondas. 
En la temporada 1997/98, Port de vez en la Liga de Gales llegó a su fin. A pesar de seguro busca a finales de abril, una cadena difícil de los juegos en mayo, resultó demasiado para Port. En cuanto a la segunda de mayo a las Farrar Road, Bangor, Puerto del destino se decidirá. Con Puerto de accesorios terminado, tenían que esperar que Bangor, sería capaz de golpear Haverfordwest. El juego terminado, Bangor 1, Haverfordwest 2 - Port finalizó de cuarto de abajo. 
Sin embargo, aún queda un rayo de esperanza de la que la decisión de relegar a Puerto Cymru la Alianza podría ser revocada, con acciones legales contra la Liga que se está considerando. Se alegó que la decisión de relegar cuatro clubes se tomó durante la temporada y que se trataba, por lo tanto, ilegal. Cuando Ebbw Vale fueron prohibidas de la liga, Puerto consideró que la batalla se había ganado. Pero Puerto se hicieron para unirse a la Alianza País de Gales, el sur de Gales, cuando el club decidió apelar contra esta decisión en el último minuto.
Después de ocupar el segundo lugar durante la mayor parte de la temporada 1998/99, las cosas empezaron un ir cuesta abajo, en el Año Nuevo, con la noticia de que el puerto no se promovió debido a la falta de instalaciones. Este fue un gran golpe que empujó en un puerto a mediados de la tabla final. Algunos se restableció el orgullo, ya que ganó la Copa de la Liga, tras derrotar en la final Rhydymwyn. También hubo decepción en la temporada 1999-2000 con el club sólo el acabado en 5 º lugar, a pesar de una carrera de victorias después de Viv Williams se hizo cargo tras la salida de Colin Hawkins. Después de otra decepcionante temporada en 2000-1, el club luego tomó algunas medidas positivas adelante en 2001-2, con la reconstrucción de la escuadra Williams, el aumento de las esperanzas de los fanes de los buenos días que fueron en su camino de vuelta una Y Traeth.
El buen día que no fueron muy lejos, como Puerto pasó a tener una de las más exitosas temporadas en su historia en 2002-03. Cada hogar juego fue ganado a lo largo de la temporada, con las dos únicas derrotas próximos después de que hubieran garantizado la promoción con una victoria 3-2 de distancia en Buckley. Puerto fueron ascendidos a la Welsh Premier con una ventaja de 19 puntos en la parte superior de la Alianza País de Gales. Pero las cosas no son tan sencillas como parece con Port ser acusado de jugar sin Richard Harvey internacional de limpieza después de la firma de él Cemaes Bay. Al final se tomó la decisión de la que sólo se Port técnicamente culpable como él había desempeñado en el País de Gales durante un año entero antes de que él había firmado. El alivio después de la decisión del puerto dio un impulso, ya que añadió dos tazas (North Wales Challenge Costa de Liga y Copa de Copas) para su madera.
El 16 de enero de 2007 va a pasar como un día negro en la historia del puerto, ya que fue el día en que el club se dedujeron 3 Welsh Premier League puntos y una multa de 13.500 libras esterlinas (£ 1.000 por pagar por adelantado con el Resto de £ 12,500 suspendido hasta el 1 de enero de 2008) Después de la Asociación de Fútbol de Gales cargado el club con falta de control de sus partidarios después de árbitro asistente Gary Ismial racial fue abusado por una persona durante su Welsh Premier League partido contra Cwmbran Ciudad, el 9 de diciembre de 2006. El aparentemente dio lugar a severas sanciones clamor de los seguidores de fútbol de Gales - una petición en línea que protestaban contra la pena fue firmado por más de 750 personas de todo el País de Gales y en todo el mundo. orthmadog sostienen que actuaron con la decisión y han prohibido a la persona de todos los partidos en el de Y Traeth. El club del llamamiento a los árbitros independientes vio reivindicado su posición - la multa era cortado por £ 12500 y de los árbitros ordenó a la Asociación de Fútbol de Gales que pagar £ 4000 para los gastos efectuados por el club de tener que llevar el asunto hasta la fecha. Los árbitros también decidió que la decisión de descontar 3 puntos también debe ser revertida.
El 7 de mayo de 2007, Porthmadog anunció que su equipo de gestión - Osian Roberts y Viv Williams - sería abandonar el club. Osian Roberts acaba de ser nombrado a la Asociación de Fútbol de Gales' s Director Técnico de Fútbol y, por tanto, no puede dedicar el tiempo suficiente a los puestos de trabajo, mientras que Williams Viv citados motivos personales. País de Gales y ex estrella del Manchester United Clayton Blackmore, que firmó para el club como jugador en la temporada anterior, asumió el cargo de gerente, pero fue despedido después de tres meses debido a una cadena de malos resultados. [2] Tras la salida de Blackmore, exgerente de Viv Williams acordó ocuparse de la reina - inicialmente de forma temporal. Airbus UK Broughton exgerente asistente Alan Bickerstaff más tarde aceptó unirse Viv Williams como ayudante pesebre.

## Palmarés

### Torneos nacionales
- Segunda División de Gales (1): 2002-03
- Tercera División de Gales (1): 1989-90